# Spira (chaussures)

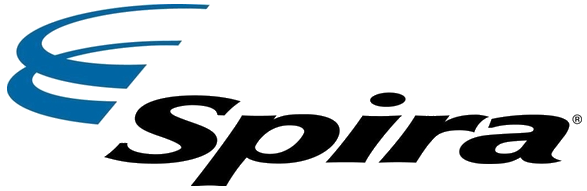
spira

Pour les articles homonymes, voir Spira.

Spira Footwear, appelée communément Spira, est une marque de chaussures de course à pied ; sa spécificité est que tous ses modèles intègrent des ressorts en acier léger dans les semelles.

## Présentation
David Krafsur, coureur de bon niveau et ingénieur, a d’abord glissé des ressorts dans ses semelles puis, convaincu par son invention, a décidé avec son frère de commercialiser ces chaussures et a créé la marque Spira en 2002 avec son frère Andy, avocat de formation.
L’entreprise basée à El Paso au Texas s’est associée avec plusieurs distributeurs pour l’export. Guy McCallum, ancien coureur international britannique, a été le premier européen à commercialiser les chaussures en France et en Belgique dès le mois d’avril 2006. À partir de 2009, la marque est présente également en Grande-Bretagne, en Irlande, en Espagne et en Suisse.
Spira a créé la polémique aux États-Unis. USA Track & Field, la fédération d’athlétisme outre-Atlantique, a interdit, les chaussures avec ressorts lors des compétitions. La marque a répliqué en 2006 en promettant 1 million de dollars à quiconque remporterait le marathon de Boston en Spira. Le risque de disqualification est un sujet abordé par les médias, ces chaussures n'ayant pas été approuvées par les instances représentatives du marathon ou d'athlétisme,,.